# Antonio José de Mendoza Caamaño y Sotomayor

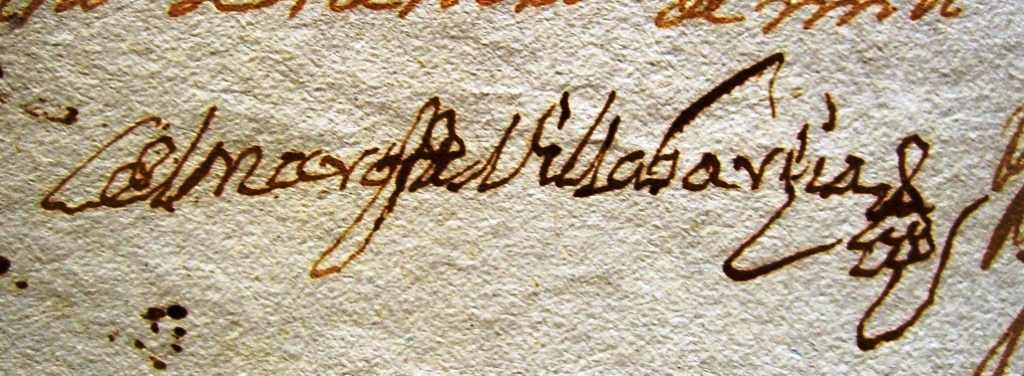
Firma de José Antonio de Mendoza Caamaño y Sotomayor, tercer Marqués de Villagarcía de Arosa.

Antonio José de Mendoza Caamaño y Sotomayor (Vegas de Matute, Segovia, España, 13 de marzo de 1667-Aguas del Cabo de Hornos, Virreinato del Perú, 14 de diciembre de 1746), III marqués de Villagarcía, VII señor de la Casa de Rubianes, grande de España, III vizconde de Barrantes y caballero de la Orden de Santiago, hombre culto y científico que dedicó su vida a sus vasallos.

## Biografía
Nacido en Vegas de Matute, fue hijo de Antonio Domingo de Mendoza Caamaño y Sotomayor, II marqués de Villagarcía y II vizconde de Barrantes y caballero de la Orden de Santiago, embajador de Carlos II en París y en Venecia y virrey de Valencia, y de la segoviana, Juana Catalina de Ribera Ibáñez de Segovia y Ronquillo, así como hermano del cardenal y patriarca de las Indias, Álvaro Eugenio de Mendoza Caamaño y Sotomayor.
En 1691, casó con Clara de Barrionuevo y Monroy, IV marquesa de Monroy. La pareja tuvo tres hijos: Rodrigo Antonio, que sucedió en los títulos, Mauro, y María Josefa de Mendoza y Monroy.
Fue el embajador de España en Venecia y virrey de Cataluña (1705). A la muerte de su padre en 1714, heredó los mayorazgos pontevedreses de Villagarcía de Arosa, el marquesado de esta denominación, el vizcondado de Barrantes y el señorío de Casa Rubianes. En 1734, con 67 años, ya anciano y viudo, fue nombrado en Madrid XXIX virrey del Perú por el rey Felipe V, viajando con él los famosos marinos Jorge Juan y Antonio de Ulloa que formaban parte de la expedición de Charles Marie de la Condamine para medir la línea del ecuador.
Entre 1735 y 1745, tiempo en el que permaneció al frente del virreinato peruano, se ocupó especialmente de mejorar la hacienda y la producción minera. Reprimió las sublevaciones de 1739 y 1742 y, a partir de entonces, trató de controlar la corrupción que, junto con la esclavitud a la que en la práctica estaba sometida la población indígena por el sistema de la mita y el incumplimiento de las ordenanzas reales, habían provocado las mencionadas rebeliones.
Por otra parte, Caamaño y Sotomayor, teniendo en cuenta el conflicto bélico existente con Inglaterra en la llamada Guerra del Asiento (1739-1748), tuvo que afrontar numerosos problemas defensivos por la presencia activa de los navíos del almirante Anson en las costas del virreinato y del almirante Vernon en el área del Caribe, que llegaron a provocar la caída de Portobelo, en noviembre de 1739, y el saqueo de Paita, en noviembre de 1741. También en las fronteras terrestres tuvo que afrontar algunos conflictos con los portugueses de Brasil.
Después de solicitar su sustitución, falleció durante la navegación de su viaje de regreso a España, dejando una impresión de buen gobierno en el territorio de su jurisdicción. Es citado en La trenza de sus cabellos, una de las leyendas de Tradiciones peruanas (1897), de Ricardo Palma: «La obra más aplaudida de Baltazar Gavilán fue una Dolorosa, que no sabemos si se conserva aún en San Francisco. El virrey marqués de Villagarcía, noticioso del mérito del escultor, quiso personalmente convencerse, y una mañana se presentó en la celda convertida en taller. Su excelencia, declarando que los palaciegos se habían quedado cortos en el elogio, departió familiarmente son el artista; y éste, animado por la amabilidad del virrey, le dijo que ya le aburría la clausura, que harto purgada estaba su falta en tres años de vida conventual y que anhelaba ancho campo y libertad».
| Predecesor: Francisco Antonio Fernández de Velasco y Tovar | Virrey de Cataluña 1705   | Sucesor: cargo extinto                 |
| Predecesor: José de Armendáriz                             | Virrey del Perú 1736-1745 | Sucesor: José Antonio Manso de Velasco |